# Imunizare
Imunizarea este procedeul natural sau artificial de inducere a rezistenței unui organism față de acțiunea germenilor patogeni sau a toxinelor acestora.

## Clasificare

### După natura procedeului de inducere a rezistenței
- Imunizare naturală
- Imunizare artificială

### După tipul rezistenței induse
- Imunizare activă
- Imunizare pasivă